# Fanar (Matn)
Fanar (arabe : الفنار, al-Fanar) est un village chrétien du Caza du Metn au Liban.

## Géographie
Le village de Fanar est à 8 km de la capitale libanaise (Beyrouth), à une altitude d'environ 250 m.

## Données Démographiques
En 2008, Fanar abritait une population d'environ 12 480, et une population électorale de 1 151 électeurs.